# Trapp (Familienname)
Trapp ist ein deutscher Familienname.

## Namensträger
- Adolf Karl Friedrich Wilhelm Trapp (1806–1876), Leiter verschiedener Behörden im Großherzogtum Hessen
- Agathe von Trapp (1913–2010), österreichische Sängerin
- Albert Trapp (1890–1966), deutscher Pädagoge, Hochschullehrer, Schriftsteller und Historiker
- Alfred Trapp (1915–nach 1995), deutscher Jurist, Richter am 1. Senat des Obersten Gerichts der DDR
- Anni Trapp (1901–1994), deutsche Politikerin (SPD), schleswig-holsteinische Landtagsabgeordnete
- Anton Trapp (1893–1967), deutscher Politiker (CDU)
- Carl Trapp (1842–1921), deutscher Kaufmann, Unternehmer und Mäzen
- Christoph Trapp (1769–1830), Landrat
- Eduard Christian Trapp (1804–1854), deutscher Mediziner und Heilbad-Gründer
- Elisabeth von Trapp (* 1955), US-amerikanische Sängerin
- Erich Trapp (* 1942), österreichischer Byzantinist
- Ernst Trapp (1903–1989), deutscher Bauunternehmer
- Ernst Christian Trapp (1745–1818), deutscher Pädagoge
- Erwin Trapp (1927–2015), deutscher Jurist
- Eugen Trapp (Beamter) (1884–1955), deutscher Beamter, Lehrer und Heimatforscher
- Eugen Trapp (Kunsthistoriker) (* 1963), deutscher Kunsthistoriker und Heimatforscher
- Everal Trapp (* 1987), belizischer Fußballspieler
- Friedel Trapp (* 1932), deutscher Fußballspieler
- Friedrich Carl Trapp (1930–2020), Bauunternehmer
- Frithjof Trapp (* 1943), deutscher Germanist
- Georg Trapp (Musiker) (* um 1920), österreichischer Musiker
- Georg Ludwig von Trapp (1880–1947), österreichischer Marineoffizier
- Hans Trapp (1882–1938), deutscher Fußballspieler und Sportfunktionär
- Hede von Trapp (1877–1947), österreichische Dichterin, Malerin und Grafikerin
- Heinrich Trapp (* 1951), deutscher Politiker (SPD)
- Jackson Trapp (* 1992), US-amerikanischer Basketballspieler
- Jakob II. Trapp, Obersterblandhofmeister
- Jakob Trapp (1895–1986), deutscher Komponist und Musikpädagoge
- James Trapp (* 1969), US-amerikanischer Sprinter
- Johann Joseph Trapp von Ehrenschild (1800–1885), deutscher Pomologe, MdL Nassau
- Johann Nepomuk von Trapp (1790–1846), k. k. Kämmerer
- Jörg Trapp (1942–2022), deutscher Basketballspieler, -trainer und -funktionär
- Joseph Trapp (1679–1747), britischer anglikanischer Geistlicher, Theologe, Publizist und Dichter
- Joseph Burney Trapp (1925–2005), englischer Historiker, Leiter der Bibliothek Warburg
- Jutta Trapp (* 1948), deutsche Tischtennisspielerin
- Karl Trapp (1833–1895), deutscher Opernsänger
- Kathrin Anklam-Trapp (* 1968), deutsche Politikerin (SPD)
- Kevin Trapp (* 1990), deutscher Fußballtorhüter
- Klaus-Dieter Trapp (* 1935), deutscher Fußballtorhüter
- Lansford E. Trapp, (* um 1947), pensionierter US-amerikanischer Generalleutnant der Air Force
- Ludwig Trapp (1865–1949), deutscher Uhrmacher und Unternehmer in Glashütte
- Ludwig Trapp von Trappensee (1596–1655), Bürgermeister von Heilbronn
- Manon Trapp (* 2000), französische Mittelstreckenläuferin
- Maria Augusta von Trapp (1905–1987), US-amerikanische Sängerin und Schriftstellerin
- Maria Franziska von Trapp (1914–2014), US-amerikanische Missionarin österreichischer Herkunft
- Martin E. Trapp (1877–1951), US-amerikanischer Politiker
- Maurice Trapp (* 1991), deutscher Fußballspieler
- Max Trapp (1887–1971), deutscher Komponist und Musikpädagoge
- Michael Schwab-Trapp (1957–2004), deutscher Soziologe
- Moriz Trapp (1825–1895), österreichischer Historiker und Autor
- Oliver Trapp (* 1973), deutscher Chemiker
- Oswald Trapp (1899–1988), österreichischer Historiker und Autor
- Paul Trapp (Pfarrer) (1893/1894–1969), deutscher evangelischer Pfarrer und Publizist
- Paul Trapp (Künstler) (* um 1982), US-amerikanischer Maler und Zeichner
- Peter Trapp (* 1947), deutscher Politiker (CDU)
- Petr Trapp (* 1985), tschechischer Fußballspieler
- Ralf Trapp (* 1953), deutscher Chemiker und Consultant für die Chemiewaffenkontrolle
- Rudolf Trapp (1877–1965), deutscher Chemiker und Fotograf
- Theodor Trapp (1785–1838), deutscher Apotheker und Demokrat im Vormärz
- Ulrich Trapp († 1415), Bischof von Seckau
- Walter Trapp (Politiker) (1920–2010), deutscher Politiker (CDU)
- Walter Trapp (Pädagoge) (1930–2020), deutscher Pädagoge
- Waltraud Trapp (* 1940), deutsche Tischtennisspielerin
- Werner von Trapp (1915–2007), US-amerikanischer Sänger
- Werner Trapp (* 1949), deutscher Antiquar und Autor
- Wil Trapp (* 1993), US-amerikanischer Fußballspieler
- Wilhelm Trapp (Polizist) (1889–1948), deutscher Offizier der Ordnungspolizei
- Wilhelm Trapp (Widerstandskämpfer) (1906–1974), deutscher Widerstandskämpfer
- Wilhelm Trapp (Literaturkritiker) (* um 1972), deutscher Literaturkritiker, Journalist und Lektor
- Willi Trapp (1905–1984), schweizerischer Grafiker, Illustrator und Plakatkünstler
- Willy Trapp (1923–2013), deutscher Kirchenmusiker und Komponist
- Wolfgang Trapp (* 1957), deutscher Fußballspieler
- Wolfgang Trapp (Ingenieur) (1918–2003), deutscher Meteorologe und Ingenieur